# Aleksandar Stanojević
Aleksandar Stanojević (in serbo Александар Станојевић?; Belgrado, 28 ottobre 1973) è un allenatore di calcio ed ex calciatore serbo, fino al 2003 jugoslavo, di ruolo centrocampista.

## Carriera
Il 27 maggio 1990 segna il secondo gol nella finale del campionato europeo Under-16 del 1990 disputatosi in Germania dell'Est contro i pari età della Cecoslovacchia, rete che vale il parziale 0-2: la Nazionale jugoslava Under-16 perderà l'incontro per 3-2.
Vanta 10 presenze nelle competizioni UEFA per club.
Trascorre la maggior parte della propria carriera calcistica in patria, soprattutto nel Partizan di Belgrado, giocando anche in Spagna (Mallorca) e in Ungheria (Videoton). Dopo il ritiro dall'attività nel 2003, ha iniziato la carriera da allenatore, sedendosi prima sulla panchina del Partizan poi su quella della Nazionale serba, in entrambe le occasioni come assistente. Tra il luglio del 2010 e il novembre del 2011 diviene l'allenatore del Partizan, vincendo due campionati di fila (2010 e 2011) e una coppa di Serbia nel 2011.
Poi comincia una carriera da giramnondo andando prima in Cina, col Dalian e poi a Pechino con il Bejing Enterprises, poi in Israele al Maccabi Haifa. successivamente in Grecia al PAOK di Salonicco e nel 2018 in Arabia Saudita al club del Al Qadisiya.
Nello stesso anno torna in Cina al Beijing Renhe venendo esonerato nel 2019 a causa degli scarsi risultati. Per la stagione 2020-2021 ritorna in patria per allenare il Partizan Belgrado, in sostituzione di Savo Milošević.
Predilige il modulo tattico 4-4-2.

### Statistiche da allenatore
Statistiche aggiornate al 27 maggio 2022.
| Stagione                   | Squadra                    | Campionato                 | Campionato | Campionato | Campionato | Campionato | Coppe nazionali | Coppe nazionali | Coppe nazionali | Coppe nazionali | Coppe nazionali | Coppe continentali | Coppe continentali | Coppe continentali | Coppe continentali | Coppe continentali | Altre coppe | Altre coppe | Altre coppe | Altre coppe | Altre coppe | Totale | Totale | Totale | Totale | % Vittorie | Piazzamento |
| Stagione                   | Squadra                    | Comp                       | G          | V          | N          | P          | Comp            | G               | V               | N               | P               | Comp               | G                  | V                  | N                  | P                  | Comp        | G           | V           | N           | P           | G      | V      | N      | P      | %          | Piazzamento |
| -------------------------- | -------------------------- | -------------------------- | ---------- | ---------- | ---------- | ---------- | --------------- | --------------- | --------------- | --------------- | --------------- | ------------------ | ------------------ | ------------------ | ------------------ | ------------------ | ----------- | ----------- | ----------- | ----------- | ----------- | ------ | ------ | ------ | ------ | ---------- | ----------- |
| apr.-mag. 2010             | Partizan                   | SL                         | 7          | 7          | 0          | 0          | CS              | 0               | 0               | 0               | 0               | -                  | -                  | -                  | -                  | -                  | -           | -           | -           | -           | -           | 7      | 7      | 0      | 0      | 100,00&    | Sub.,1°     |
| 2010-2011                  | Partizan                   | SL                         | 30         | 24         | 4          | 2          | CS              | 6               | 5               | 0               | 1               | UCL                | 12                 | 4                  | 2                  | 6                  | -           | -           | -           | -           | -           | 48     | 33     | 6      | 9      | 68,75      | 1°          |
| lug.-dic. 2011             | Partizan                   | SL                         | 15         | 14         | 0          | 1          | CS              | 3               | 3               | 0               | 0               | UCL+UEL            | 4+2                | 2+0                | 1+1                | 1+1                | -           | -           | -           | -           | -           | 24     | 19     | 2      | 3      | 79,17      | Dim         |
| Totale Partizan            | Totale Partizan            | Totale Partizan            | 52         | 45         | 4          | 3          |                 | 9               | 8               | 0               | 1               |                    | 18                 | 6                  | 4                  | 8                  |             | -           | -           | -           | -           | 79     | 59     | 8      | 12     | 74,68      |             |
| 2012                       | Dalian Aerbin              | CSL                        | 26         | 11         | 8          | 7          | CC              | 3               | 2               | 0               | 1               | -                  | -                  | -                  | -                  | -                  | -           | -           | -           | -           | -           | 29     | 13     | 8      | 8      | 44,83      | Sub., 5°    |
| 2013                       | Beijing Guoan              | CSL                        | 30         | 14         | 9          | 7          | CC              | 4               | 2               | 0               | 2               | ACL                | 8                  | 2                  | 4                  | 2                  | -           | -           | -           | -           | -           | 42     | 18     | 13     | 11     | 42,86      | 3°          |
| lug.-dic. 2014             | Maccabi Haifa              | LH1                        | 15         | 6          | 1          | 8          | CI              | 0               | 0               | 0               | 0               | -                  | -                  | -                  | -                  | -                  | -           | -           | -           | -           | -           | 15     | 6      | 1      | 8      | 40,00      | Dim.        |
| 2015                       | Beijing Enterprises        | CLO                        | 30         | 17         | 5          | 8          | CC              | 5               | 2               | 1               | 2               | -                  | -                  | -                  | -                  | -                  | -           | -           | -           | -           | -           | 35     | 19     | 6      | 10     | 54,29      | 4°          |
| 2016                       | Beijing Enterprises        | CLO                        | 30         | 11         | 8          | 11         | CC              | 2               | 1               | 0               | 1               | -                  | -                  | -                  | -                  | -                  | -           | -           | -           | -           | -           | 32     | 12     | 8      | 12     | 37,50      | 7°          |
| Totale Beijing Enterprises | Totale Beijing Enterprises | Totale Beijing Enterprises | 60         | 28         | 13         | 19         |                 | 7               | 3               | 1               | 3               |                    | -                  | -                  | -                  | -                  |             | -           | -           | -           | -           | 67     | 31     | 14     | 22     | 46,27      |             |
| lug.-ago. 2017             | PAOK                       | SL                         | -          | -          | -          | -          | CG              | -               | -               | -               | -               | UEL                | 2                  | 1                  | 1                  | 0                  | -           | -           | -           | -           | -           | 2      | 1      | 1      | 0      | 50,00      | Eson.       |
| ago.-nov. 2018             | Al-Qadisiya                | SPL                        | 9          | 2          | 1          | 6          | -               | -               | -               | -               | -               | -                  | -                  | -                  | -                  | -                  | -           | -           | -           | -           | -           | 9      | 2      | 1      | 6      | 22,22      | Eson.       |
| 2019                       | Beijing Renhe              | CSL                        | 16         | 3          | 2          | 11         | CC              | 2               | 1               | 0               | 1               | -                  | -                  | -                  | -                  | -                  | -           | -           | -           | -           | -           | 18     | 4      | 2      | 12     | 22,22      | Eson.       |
| set. 2020-2021             | Partizan                   | SL                         | 32         | 27         | 2          | 3          | CS              | 5               | 4               | 1               | 0               | UEL                | 2                  | 1                  | 0                  | 1                  | -           | -           | -           | -           | -           | 39     | 32     | 3      | 4      | 82,05      | Sub., 2°    |
| 2021-2022                  | Partizan                   | SL                         | 30+7       | 25+6       | 4+1        | 1+0        | CS              | 5               | 4               | 0               | 1               | UECL               | 16                 | 7                  | 4                  | 5                  | -           | -           | -           | -           | -           | 58     | 42     | 9      | 7      | 72,41      | 2°          |
| Totale Partizan            | Totale Partizan            | Totale Partizan            | 114+7      | 97+6       | 10+1       | 7+0        |                 | 19              | 16              | 1               | 2               |                    | 36                 | 14                 | 8                  | 14                 |             | -           | -           | -           | -           | 176    | 133    | 20     | 23     | 75,57      |             |
| Totale Carriera            | Totale Carriera            | Totale Carriera            | 277        | 167        | 45         | 65         |                 | 35              | 24              | 2               | 9               |                    | 46                 | 17                 | 13                 | 16                 |             | -           | -           | -           | -           | 358    | 208    | 60     | 90     | 58,10      |             |

## Palmarès

### Allenatore
- Campionato serbo: 2

Partizan: 2009-2010, 2010-2011
- Coppa di Serbia: 1

Partizan: 2010-2011